# Sittelle à poitrine blanche
Vous lisez un « bon article » labellisé en 2014.
Sitta carolinensis
Espèce
Statut de conservation UICN

 LC  : Préoccupation mineure
La Sittelle à poitrine blanche (Sitta carolinensis) est une espèce d'oiseaux de la famille des Sittidae. C'est une sittelle de taille moyenne, mesurant environ 15,5 cm de longueur. La coloration varie quelque peu le long de la distribution de l'espèce, mais les parties supérieures sont bleu-gris clair, avec la calotte et la nuque noires chez le mâle, la femelle ayant la calotte gris sombre. Les parties inférieures sont blanchâtres, avec le bas-ventre teinté de roux. La Sittelle à poitrine blanche est un oiseau bruyant. Elle a une voix nasillarde, et émet souvent de petits cris, ou des vocalisations variées souvent composées de répétitions de petits sifflements invariants. En été, c'est un oiseau exclusivement insectivore consommant une grande gamme d'arthropodes, mais en hiver son alimentation est essentiellement constituée de graines. Le nid est situé dans la cavité d'un arbre. La ponte compte cinq à neuf œufs, incubés deux semaines par la femelle nourrie par le mâle, puis les deux adultes nourrissent les jeunes jusqu'à leur envol, et quelques semaines encore après celui-ci.
La Sittelle à poitrine blanche vit dans une grande partie de l'Amérique du Nord, à l'exception des zones les plus froides et les plus sèches. Elle se trouve principalement en basse altitude, dans les forêts de feuillus ou dans les boisements mixtes. Sept à neuf sous-espèces sont généralement distinguées, aux répartitions, vocalisations et colorations légèrement distinctes. L'espèce était rapprochée de la Sittelle à joues blanches (S. leucopsis) et de la Sittelle de Przewalski (S. przewalskii), deux espèces du Sud de l'Asie, mais serait en réalité liée à la Sittelle géante (S. magna), d'Asie du Sud-Est. L'espèce jouit d'une répartition très vaste et sa population serait en augmentation ; l'Union internationale pour la conservation de la nature la considère comme de « préoccupation mineure ».

## Description

### Plumage et mensurations
La Sittelle à poitrine blanche a du noir depuis le sommet de la tête (la calotte) jusque sur la nuque et le haut du dos, formant comme un collier partiel. La coloration du reste des parties supérieures varie quelque peu selon la sous-espèce, mais le dos et les ailes sont bleu-gris clair à sombre. Le bord des plumes contraste plus ou moins avec le reste des parties supérieures ; les plumes de vol sont noirâtres et bordées de gris et les grandes couvertures ont une légère barre alaire pâle. Les rectrices externes sont noires, mais les trois les plus extérieures sont traversées par une large bande diagonale blanche en leur bout. Les rectrices internes sont du même gris que le dos. Les parties inférieures sont globalement blanchâtres. La face est complètement blanche, ainsi que la poitrine et le ventre, mais le bas-ventre est roussâtre. Le bec est long et droit, ou légèrement recourbé vers le haut, et gris-noir ou noir, avec la base de la mandibule inférieure plus claire et le bord des mandibules blanchâtres. L'iris est brun foncé. Les pattes et les doigts sont brun foncé ou gris-brun foncé.

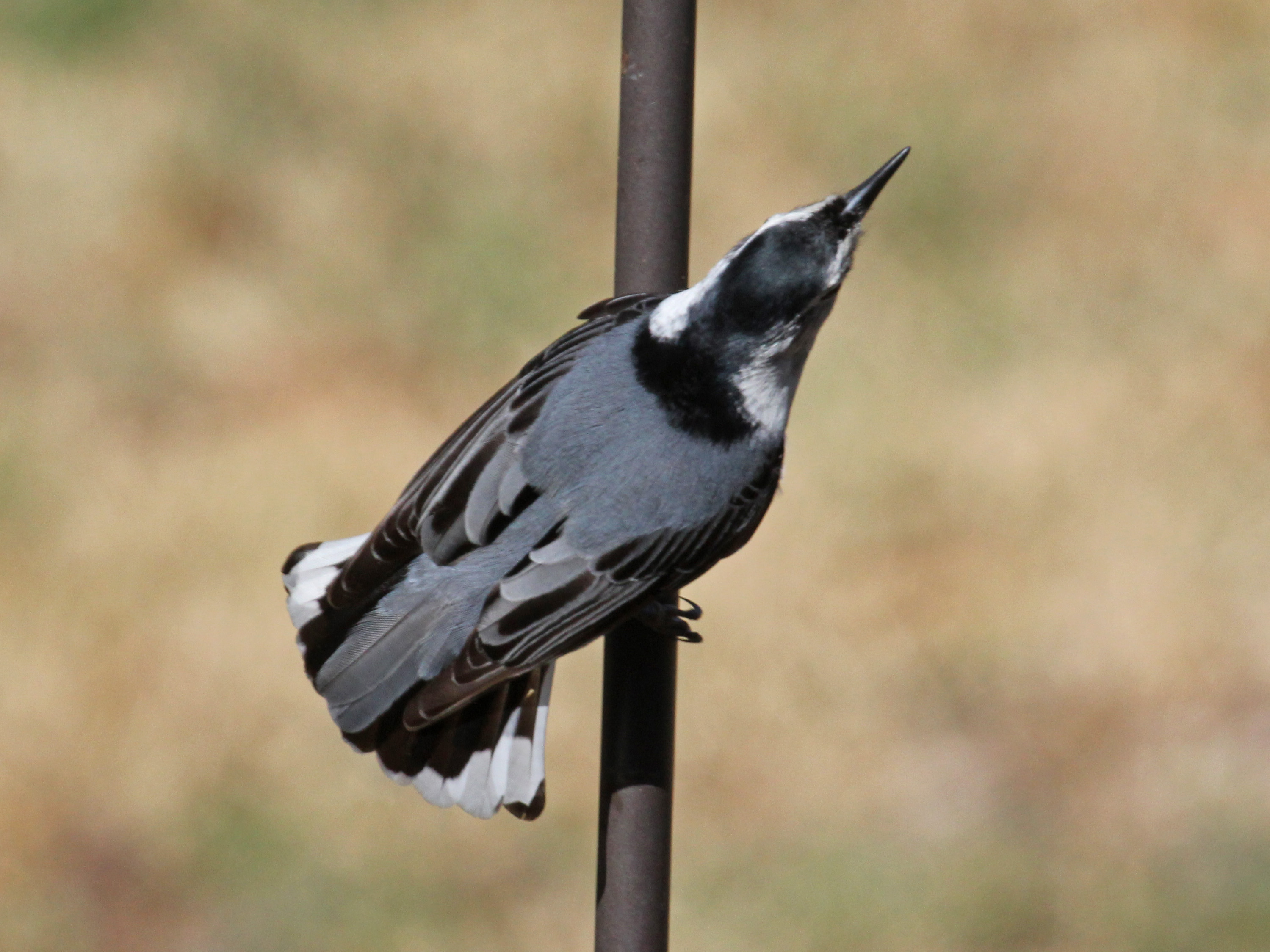
Sittelle à poitrine blanche vue de dessus, étalant ses rectrices. Individu de la sous-espèce nominale, S. c. carolinensis.
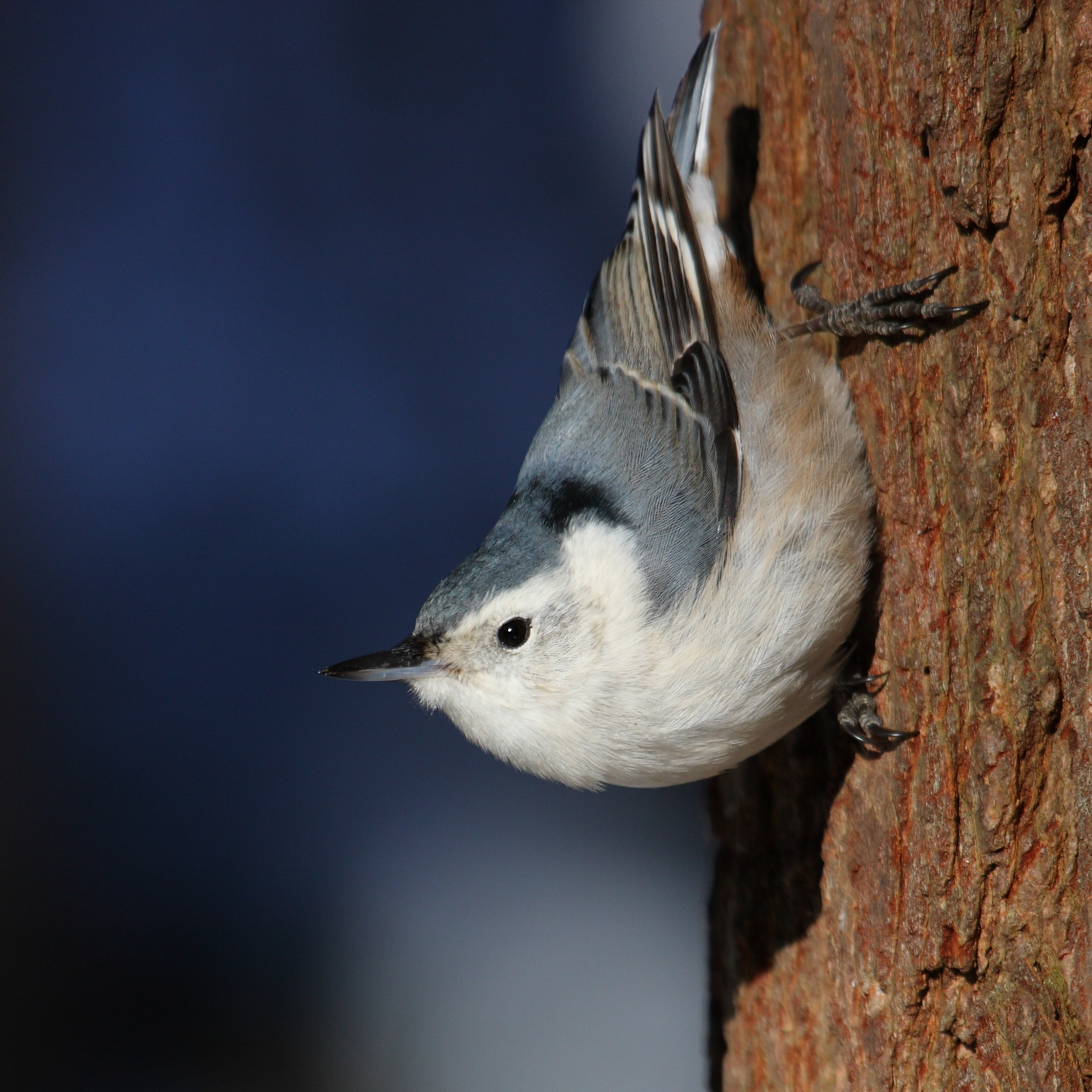
La Sittelle à poitrine blanche femelle se distingue par sa calotte grise.
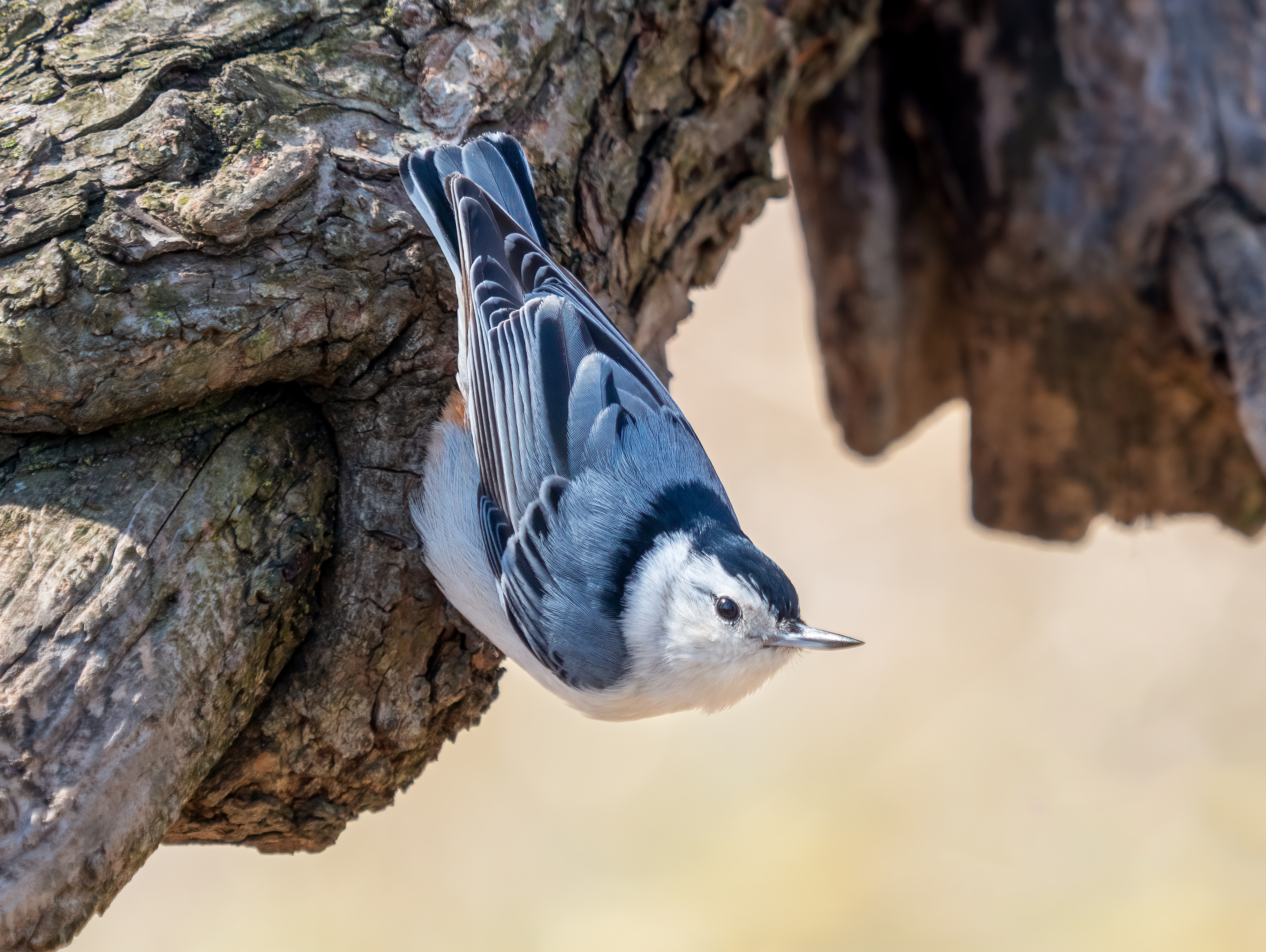
Sitelle à poitrine blanche dans le Greenwood Cemetery, New York. Avril 2023.

Le mâle adulte a la calotte et le haut du dos noirs avec de légers reflets bleu-verdâtre. En plumage usé, ses plumes de vol se teintent légèrement de marron et ses parties inférieures sont un peu plus ternes, teintées de gris-chamois. La femelle adulte ressemble au mâle adulte, mais sa calotte est gris-noirâtre et la bande noire en haut de son dos est généralement bien moins large. Ses parties supérieures sont légèrement plus ternes, et les parties inférieures moins blanches. Le jeune mâle est semblable à l'adulte, mais sa calotte est plus terne, sans reflet, ses parties supérieures sont plus claires et ses parties inférieures plus ternes. La jeune femelle ressemble au jeune mâle, mais sa calotte est d'un gris plus terne (gris foncé) et ses rémiges secondaires, ses grandes couvertures et ses parties inférieures sont plus lavées de chamois. Les adultes muent rarement avant la saison de reproduction (février-mars), mais une mue complète a lieu après la saison de reproduction (juin-septembre). Les juvéniles arrivés à l'envol (juillet-août) ont une mue partielle concernant les plumes de leurs grandes couvertures.
La Sittelle à poitrine blanche est une sittelle de taille moyenne, mesurant environ 15,5 cm de longueur. Les mensurations varient selon les sous-espèces, comme synthétisé dans le tableau ci-après, mais chez la sous-espèce nominale, S. c. carolinensis, l'aile pliée mesure environ 86 à 97 mm pour le mâle et 85 à 92,5 mm pour la femelle, la queue 44 à 50,5 mm pour le mâle et 42  à 49,5 mm pour la femelle, le bec 19,8 à 23,2 mm et le tarse 17 à 20 mm. L'adulte pèse 19,6 à 22,9 g.

### Variations géographiques
La Sittelle à poitrine blanche connaît de petites variations morphologiques clinales le long de son aire de répartition. Simon Harrap distingue neuf sous-espèces dans sa monographie de référence Tits, Nuthatches and Treecreepers, mais la validité de deux d'entre elles est discutée et certains groupes de sous-espèces pourraient former des espèces à part entière (voir le paragraphe Taxinomie). Les sous-espèces aux morphologies et voix les plus proches sont parfois regroupées en trois groupes de sous-espèces, un couvrant l'Est de l'Amérique du Nord, le deuxième le grand Bassin des États-Unis et le centre du Mexique et le troisième la côte Pacifique. Les deux premiers groupes sont en contact dans les Grandes Plaines, où ils ne semblent pas s'hybrider. Le deuxième groupe peut également être subdivisé selon une ligne nord-sud passant par le milieu des montagnes Rocheuses.
| Sous-espèce        | Aile pliée du mâle | Aile pliée de la femelle | Culmen visible | Plumage |
| ------------------ | ------------------ | ------------------------ | -------------- | --- |
| S. c. carolinensis | 86-97 mm           | 85-92,5 mm               | 15,5-19,5 mm   | Dos et calotte les plus clairs d'entre toutes les sous-espèces. |
| S. c. nelsoni      | 87-95,5 mm         | 86-94 mm                 | 17-21 mm       | Parties inférieures plus gris foncé que la sous-espèce nominale, calotte plus foncée, moins de contraste sur les ailes. |
| S. c. tenuissima   | 83,5-94 mm         | 82-93 mm                 | 18,5-23,5 mm   | Semblable à S. c. nelsoni, mais parties inférieures légèrement plus claires (mais plus sombres que S. c. carolinensis). |
| S. c. aculeata     | 80-90 mm           | 80,5-86 mm               | 16-19 mm       | Semblable à S. c. tenuissima, mais parties supérieures légèrement plus pâles (également plus pâles que S. c. nelsoni, mais plus sombres que S. c. carolinensis), parties inférieures teintées de chamois ou de brun-olive. Bec fin et court. |
| S. c. alexandrae   | 86,5-94 mm         | 84,5-91 mm               | 18,4-23 mm     | Semblable à S. c. aculeata, mais parties supérieures plus sombres, et taille plus grande. Sous-espèce au plus long bec. |
| S. c. lagunae      | 86,5-88 mm         | 84-86 mm                 | 17-19 mm       | Semblable à S. c. alexandrae, mais plus petite, avec les parties supérieures plus sombres, ainsi que les parties inférieures chez le mâle.                                                                                                   |
| S. c. oberholseri, | 85,5-92 mm         | 83,5-88,5 mm             | 17-19 mm       | Très semblable à S. c. nelsoni, avec les parties supérieures légèrement plus sombres, les parties inférieures légèrement plus sombres et plus grises.                                                                                        |
| S. c. mexicana     | 89-96 mm           | 90-91,5 mm               | 15-19 mm       | Semblable à S. c. oberholseri, en plus terne, et avec les parties inférieures chamoisées. |
| S. c. kinneari,    | 82-89,5 mm         | 77,5-85,2 mm             | 14,6-16 mm     | Semblable à S. c. mexicana, mais plus petite ; la femelle a les parties inférieures chamois-orange, jusqu'à la poitrine et la gorge. |

### Espèces similaires
Seules trois autres espèces de sittelles vivent en Amérique du Nord, la Sittelle à poitrine rousse (S. canadensis), la Sittelle pygmée (S. pygmaea) et la Sittelle à tête brune (S. pusilla), et leurs répartitions chevauchent toutes celles de la Sittelle à poitrine blanche. Elles sont cependant clairement distinctes et bien plus petites, puisque ce sont les plus petites sittelles, mesurant 10 centimètres de long pour un poids avoisinant les 10 grammes. La Sittelle à poitrine rousse a des parties inférieures roussâtres et possède une bande noire sur l'œil. La Sittelle pygmée et celle à tête brune ont, quant à elles, la calotte brune avec une tache blanche sur la nuque.

Les sittelles d'Amérique du Nord
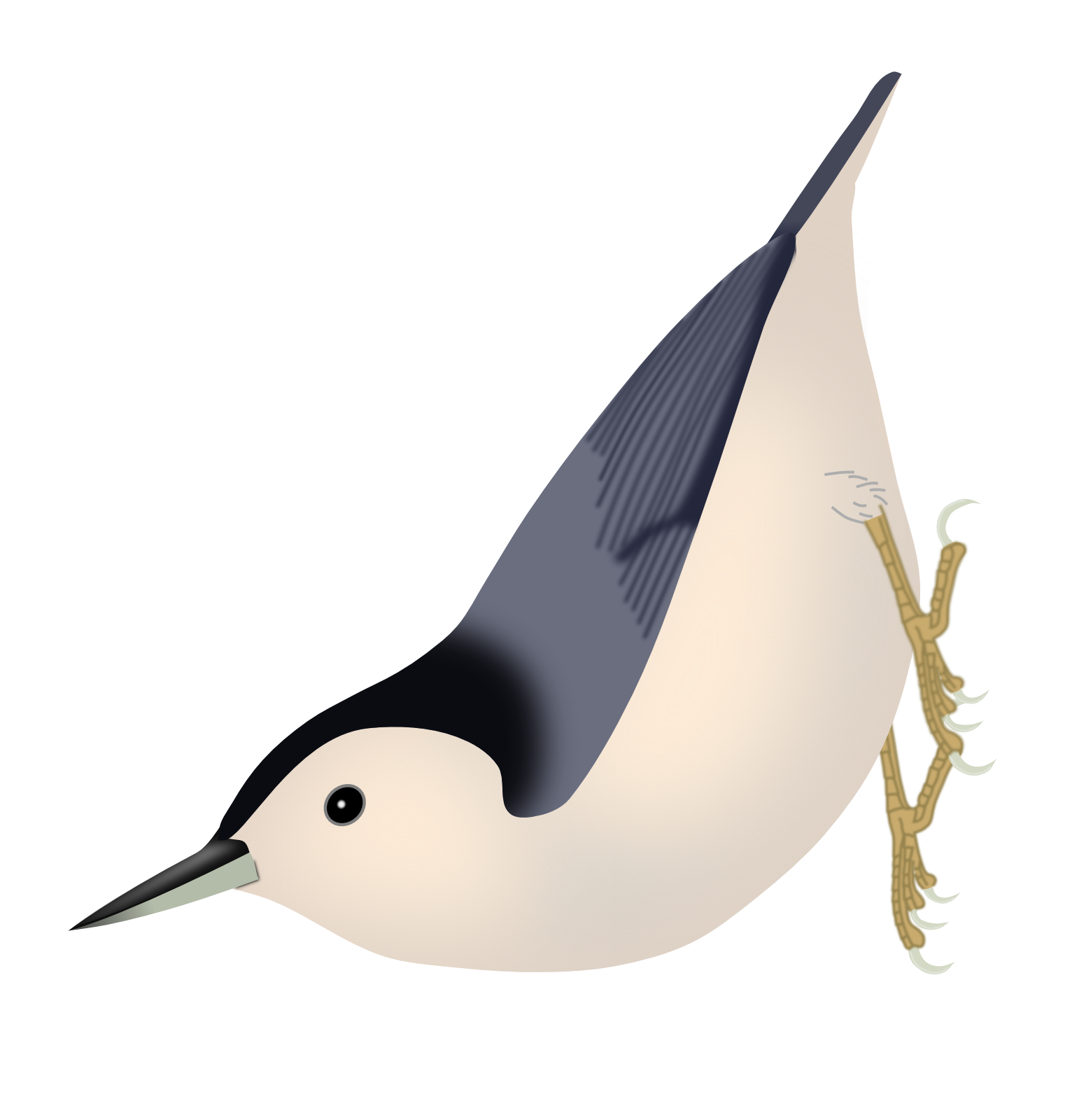
Sittelle à poitrine blanche (S. carolinensis).
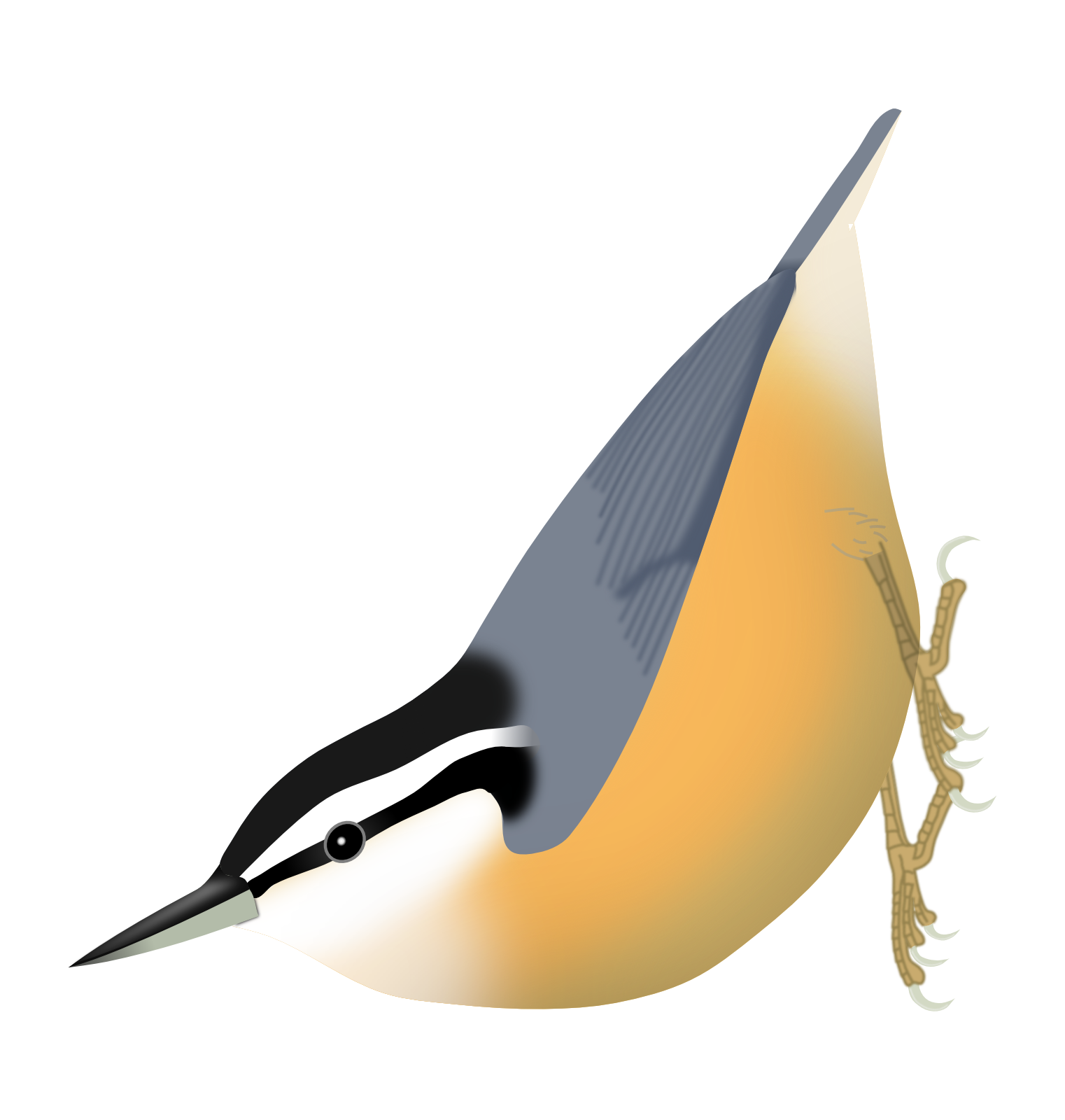
Sittelle à poitrine rousse (S. canadensis).
Sittelle pygmée (S. pygmaea).
Sittelle à tête brune (S. pusilla).

## Écologie et comportement

### Mode de vie
En vol, les plumes blanches de chaque côté de la queue sont visibles. La Sittelle à poitrine blanche a un vol rapide. Pour traverser une rivière ou un grand champ, elle s'envole haut, avec des mouvements réguliers. Mais pour passer d'un arbre à l'autre, elle vole en formant des courbes. C'est un oiseau diurne. Elle ne migre pas, et défend son territoire toute l'année. Celui-ci est dominé par le mâle, mais les deux sexes vivent sur le même territoire. Pendant l'hiver, la Sittelle à poitrine blanche se déplace souvent au sein de volées mixte d'alimentation. Ces groupes d'oiseaux sont menés par des mésanges, la sittelle et le Pic mineur (Picoides pubescens) s'associant communément à ces volées. Les individus participant à de tels groupes bénéficient probablement tous de l'association en nourriture et en vigilance face aux prédateurs ; les espèces s'associant aux mésanges arrivent probablement à exploiter, dans une certaine mesure, les cris de ces oiseaux et réduisent leur vigilance en conséquence.

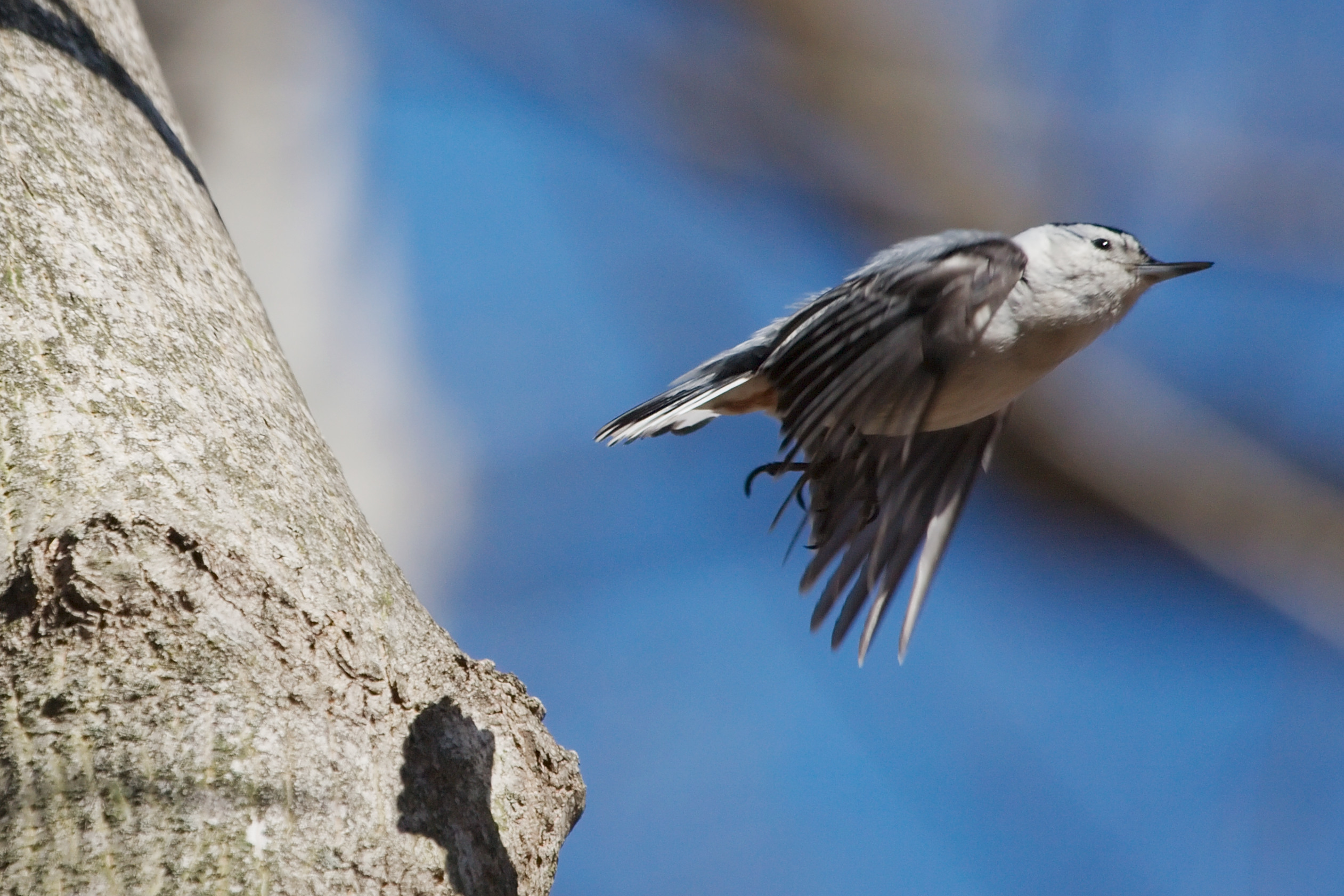
En vol, de profil.
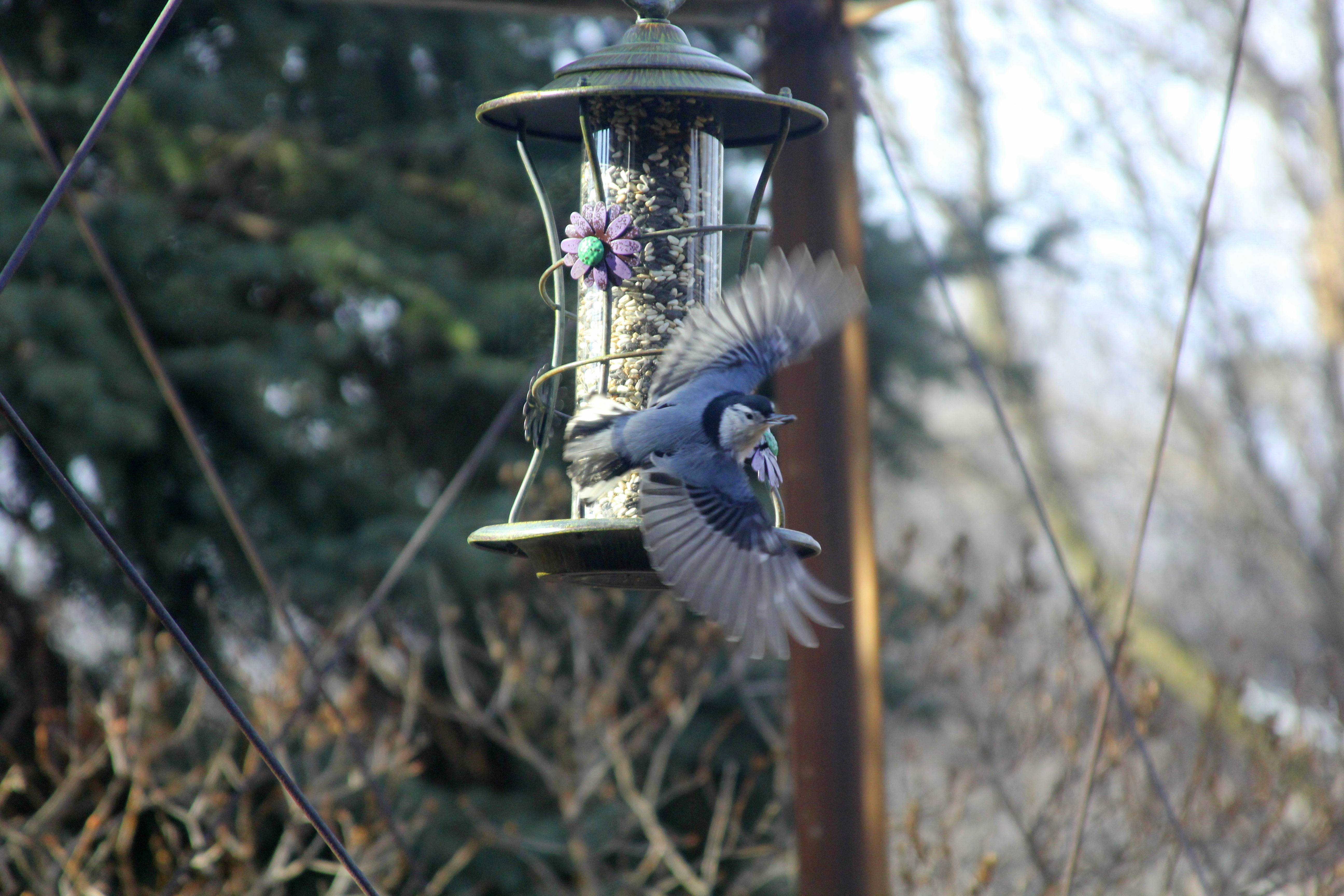
En vol, du dessus.
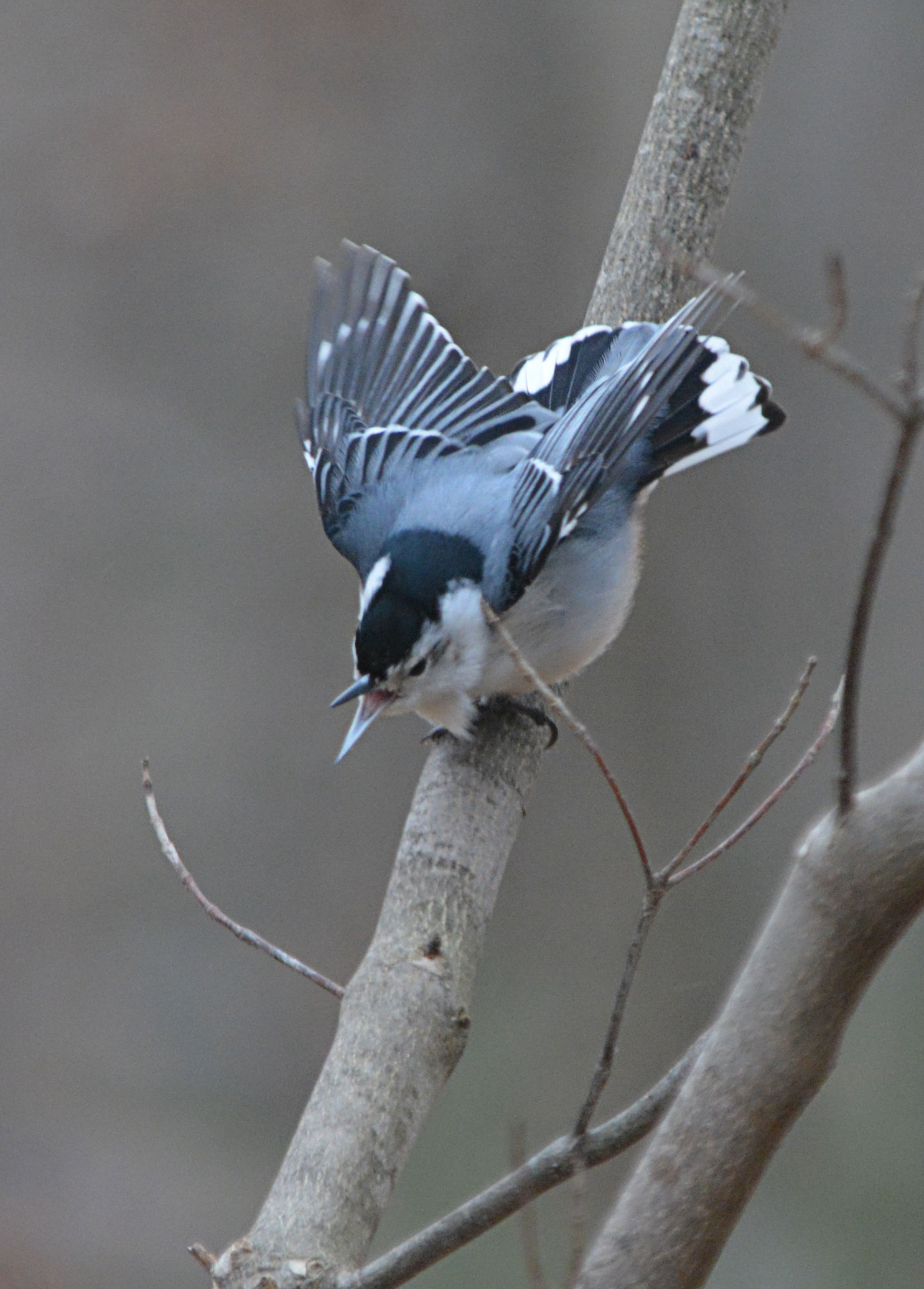
En position de menace.

### Voix
Comme les autres sittelles, la Sittelle à poitrine blanche est un oiseau bruyant, et possède toute une gamme de vocalisations, variables avec la géographie. Le chant reproducteur du mâle est un qui-qui-qui-qui-qui-qui-qui nasal et rapide. Le cri de contact ressemble à un yank nasal et bas, répété. Au sein d'un couple, les oiseaux restent en contact durant l'automne et l'hiver par un nit aigu et couinant, répété jusqu'à 30 fois par minute. Quand la Sittelle à poitrine blanche est inquiétée ou excitée, elle émet également un kri strident, caractéristique, rapide, répété en série en kri-kri-kri-kri-kri-kri-kri-kri. Les populations des montagnes Rocheuses et du grand Bassin des États-Unis ont un cri plus fort en yididitititit, alors que les oiseaux de la côte Pacifique produisent un beeerf nasal.

### Reproduction
La sittelle à poitrine blanche est monogame, et les couples se forment lors d'une parade nuptiale au cours de laquelle le mâle s'incline devant la femelle, étale sa queue, laisse tomber ses ailes sur les côtés en balançant d'avant en arrière, et lui fait des offrandes de nourriture. Le territoire du couple couvre 0,1–0,15 km2 dans les bois, et jusqu'à 0,2 km2 dans les habitats semi-ouverts. Les couples restent unis jusqu'à la mort ou la disparition de l'un des deux partenaires. Le nid est généralement placé dans une cavité naturelle d'un vieil arbre, et parfois dans le trou d'un pic.
La Sittelle à poitrine blanche niche dans des trous, utilisant des cavités naturelles. Le nid est construit par la femelle. C'est une coupe douce faite de fibres d'écorce, d'herbe, de poils et de plumes. Elle peut ajouter de la boue à l'entrée, pour la protéger des plus grands prédateurs, et étale également des Meloidae (coléoptères) autour de l'entrée de son nid, dont l'odeur désagréable pourrait dissuader les écureuils, ses principaux concurrents pour les cavités naturelles. La femelle dépose 5 à 9 œufs blanc terne, tachetés de brun sur la partie la plus large, et mesurant 19 × 14 mm en moyenne. L'incubation dure environ 12 à 14 jours, assurée par la femelle nourrie par le mâle. Les deux parents nourrissent les jeunes, et nettoient le nid en emmenant au loin les sacs fécaux, généralement à plusieurs dizaines de mètres du nid.
Les jeunes quittent le nid entre le 18e et le 26e jour. Les deux adultes nourrissent les jeunes au nid et pendant les deux semaines suivant leur envol. Une fois indépendants, les jeunes quittent le territoire de leurs parents et établissent le leur, ou errent en solitaires, sans territoire établi. Ces oiseaux erratiques sont probablement ceux qui contribuent le plus aux dispersions irrégulières de l'espèce. Les jeunes atteignent leur maturité sexuelle à un an. Cette espèce produit une seule couvée par an. Le taux de survie annuel (la proportion d'individus passant l'année) est de 35 % dans le Maryland et de 12 % en Arizona. En dehors de la saison de reproduction, le couple se repose dans un trou d'arbre ou sous des écorces décollées, et nettoie son site de repos de ses fèces dans le matin. Durant les hivers les plus froids, jusqu'à 29 oiseaux ont été observés ensemble au repos. L'espérance de vie de cette sittelle est estimée à deux ans mais le record est de douze ans et neuf mois.

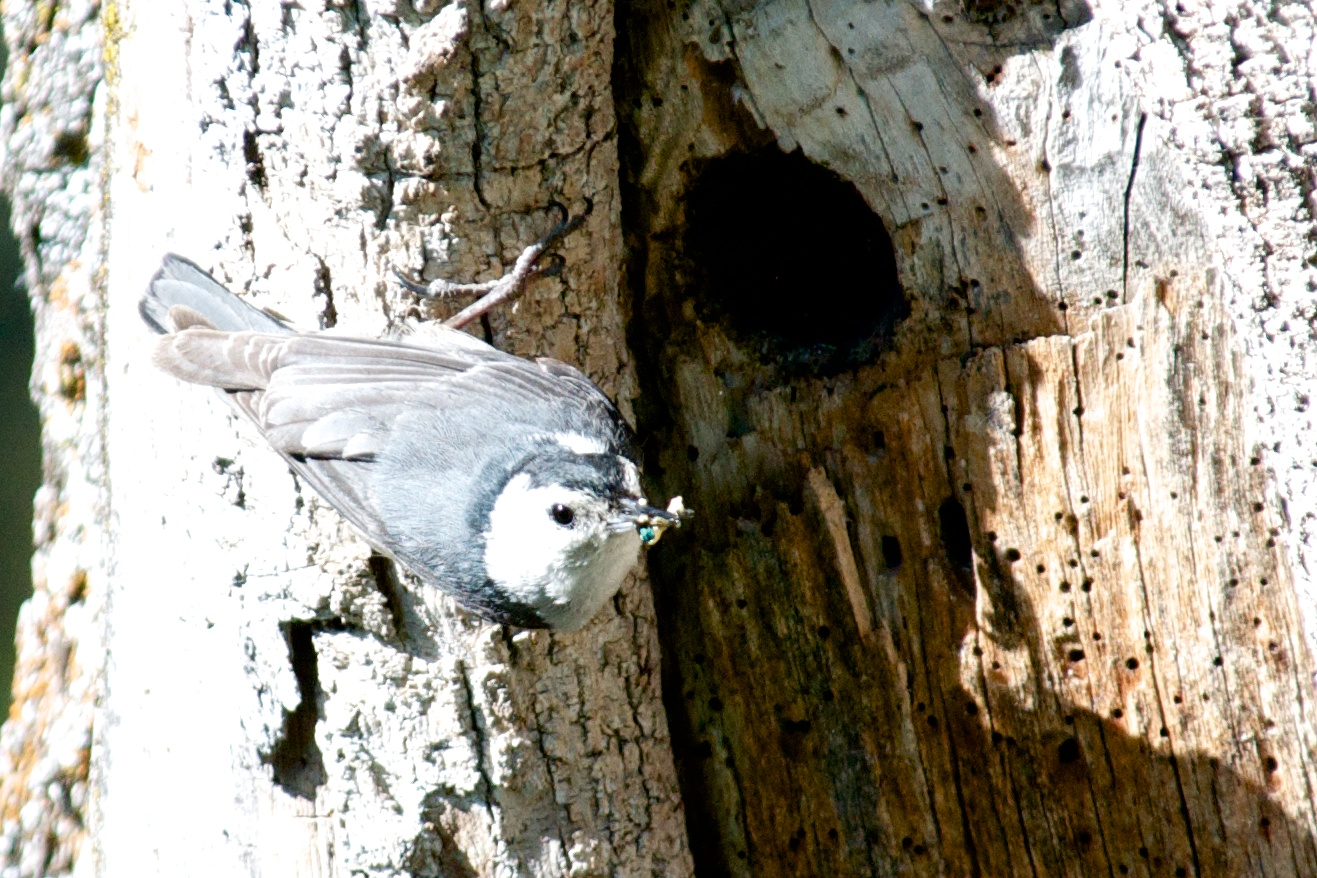
Un adulte à l'entrée du nid, un insecte dans le bec.
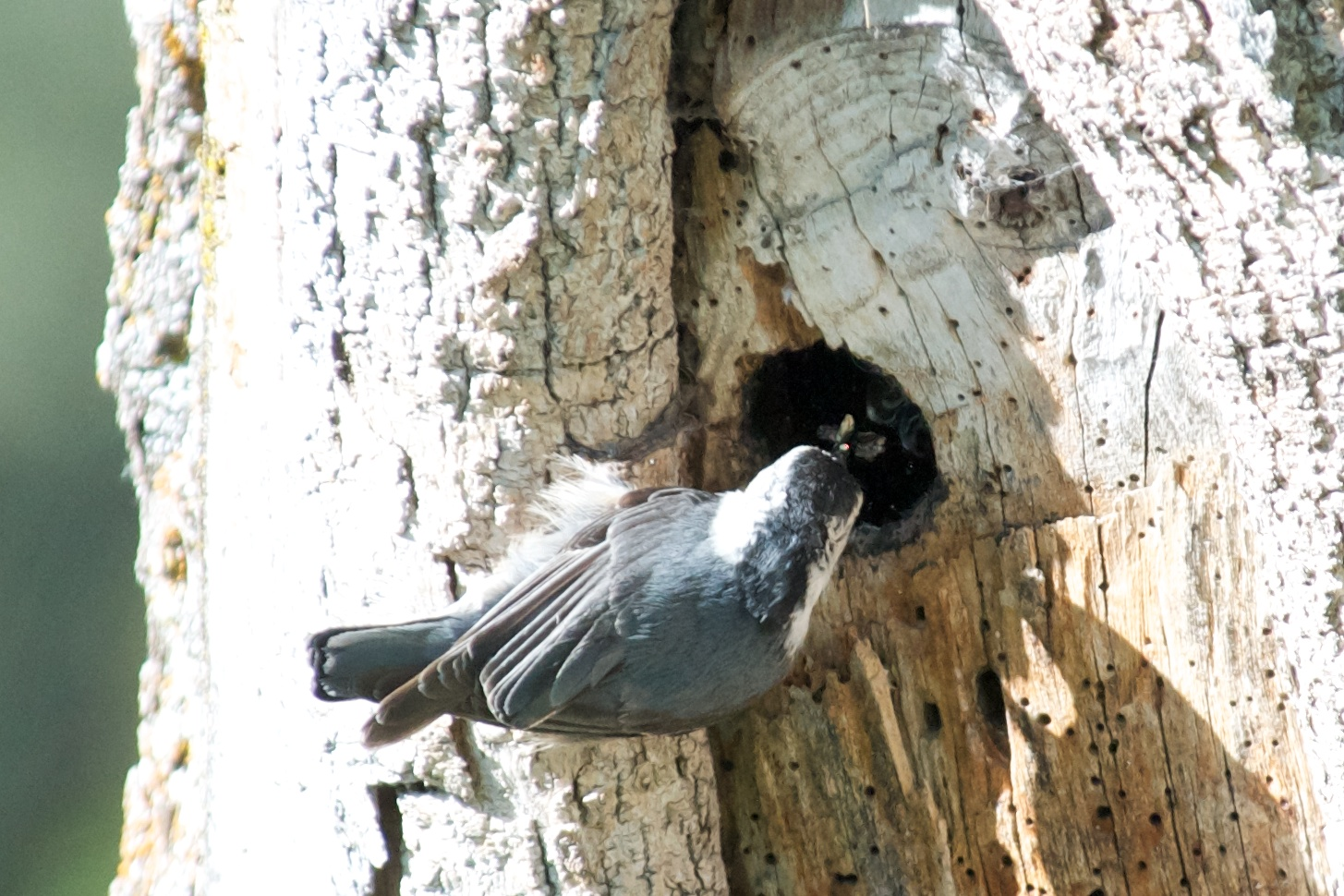
Un adulte en train de nourrir ses jeunes.
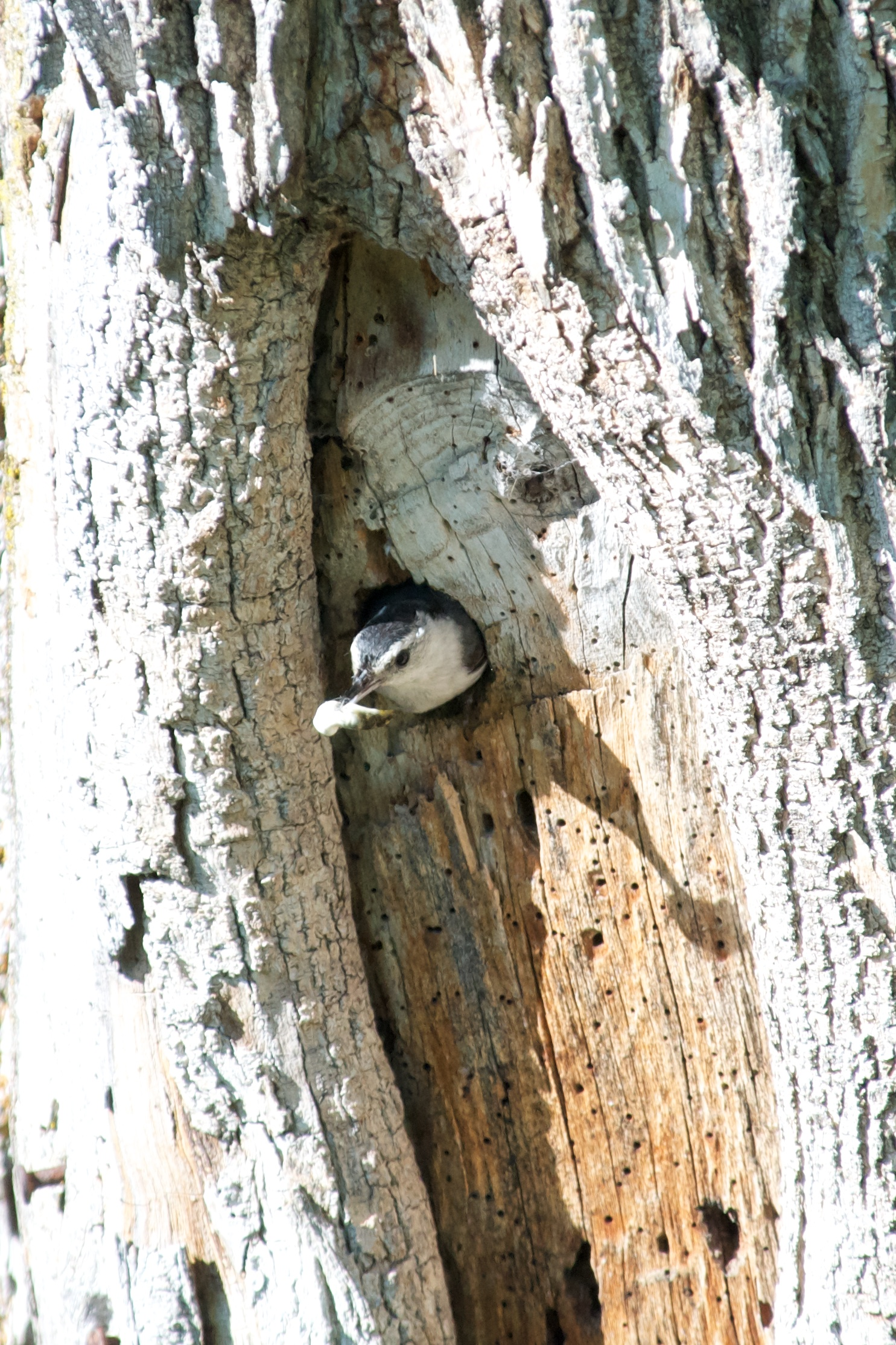
Un adulte sortant un sac fécal du nid.
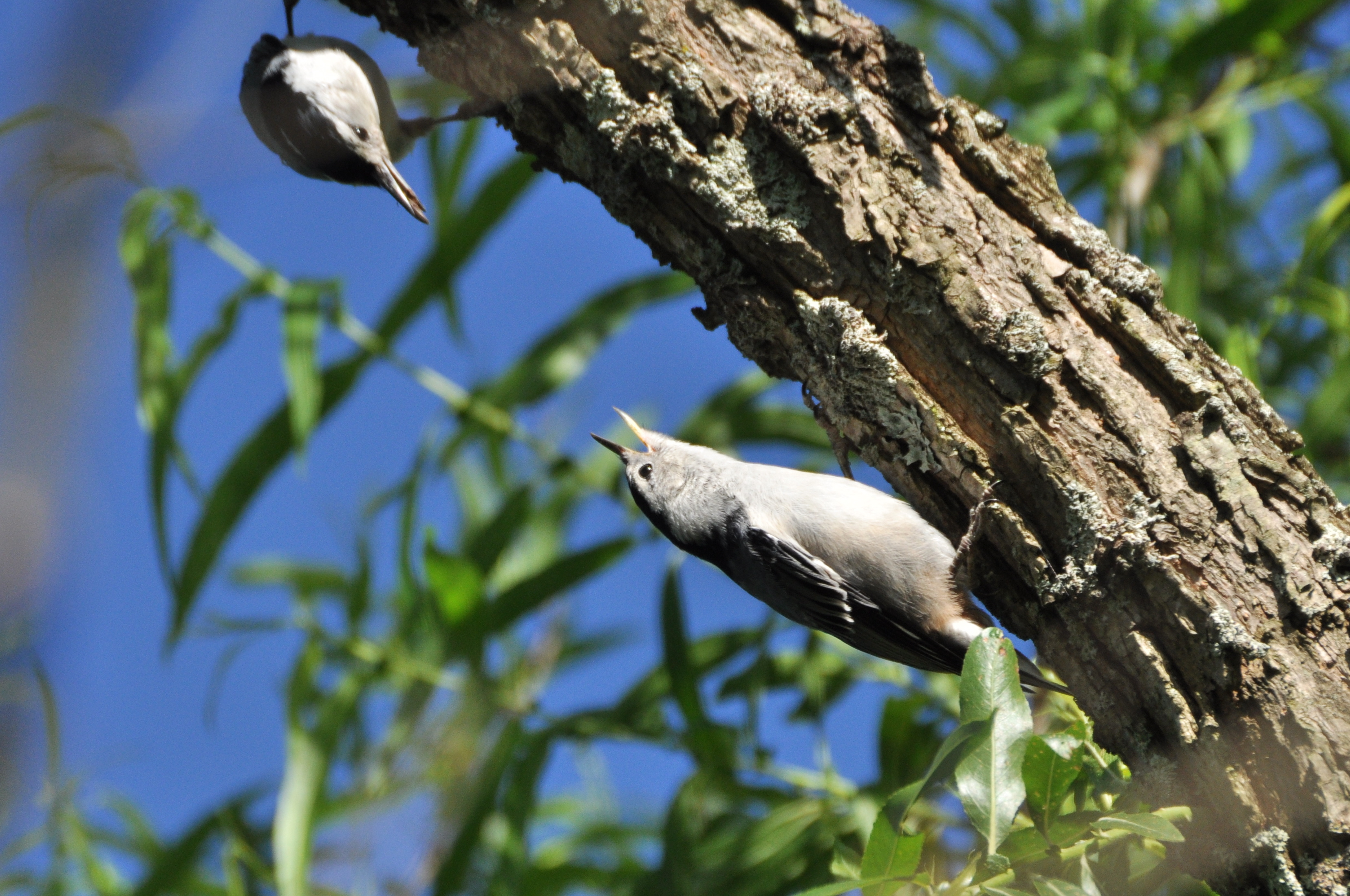
Un adulte s'apprêtant à nourrir son jeune.

### Alimentation

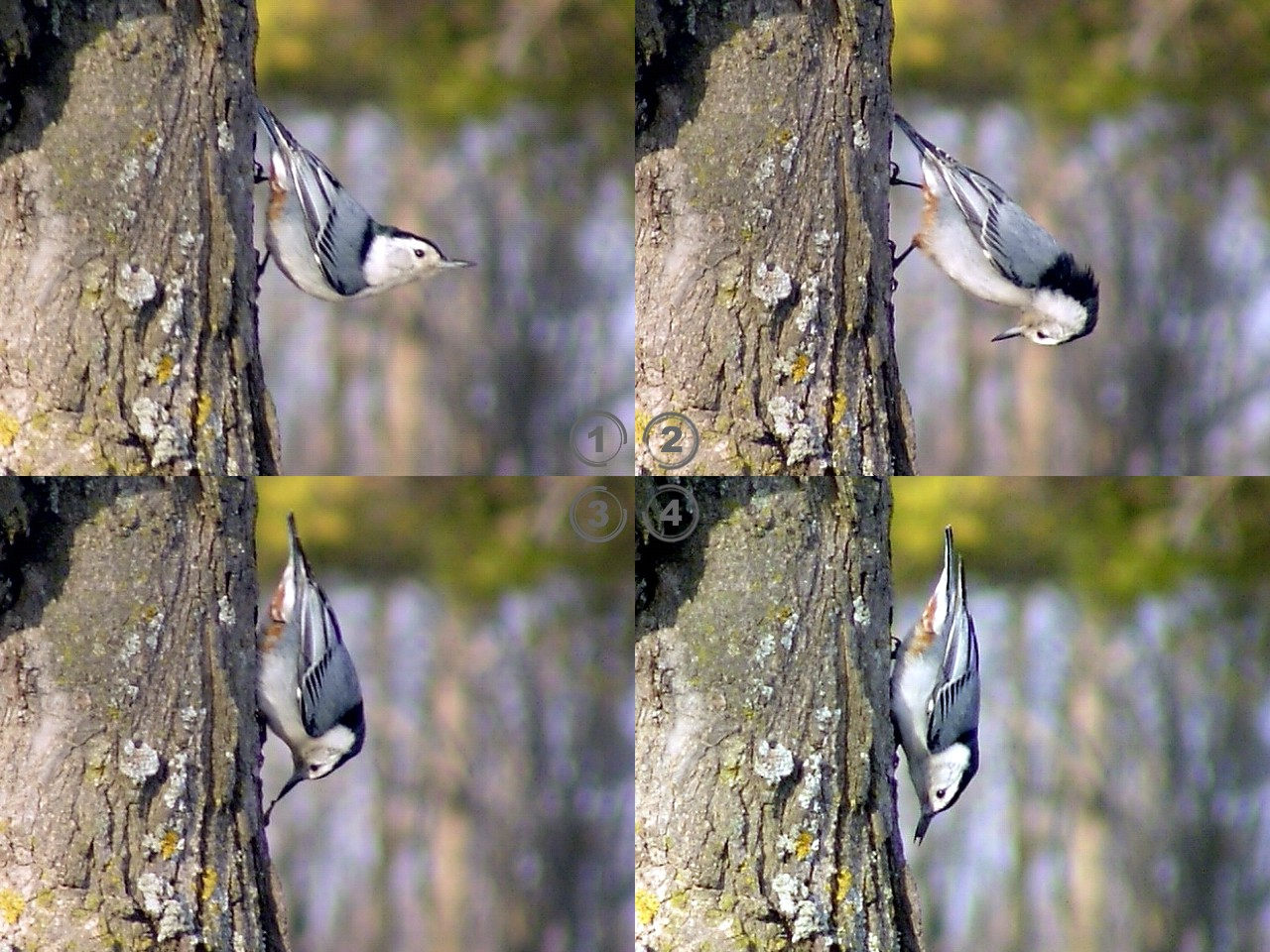
Sittelle à poitrine blanche qui se nourrit.

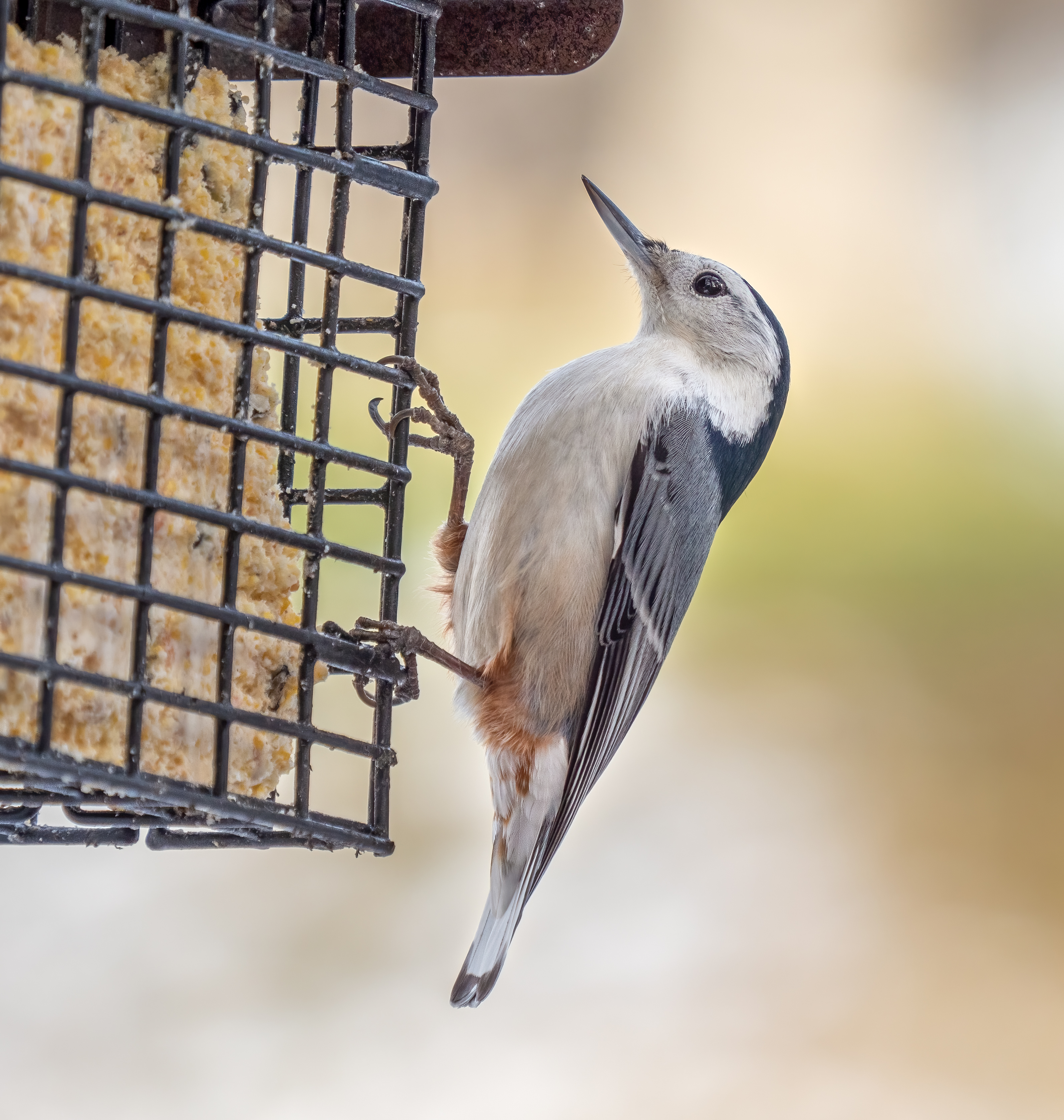
Autre Sittelle à poitrine blanche qui se nourrit, au cimetière de Green-Wood, New York (décembre 2020).

La Sittelle à poitrine blanche se nourrit sur les troncs d'arbres et les branches, comme les pics et les grimpereaux, mais ne se sert pas de sa queue comme appui. Elle progresse par petits sauts en s'accrochant à l'aide de ses doigts puissants. Comme les autres sittelles, elle descend parfois le long des troncs tête la première, ou se pend sous une branche la tête en bas,.
Cette sittelle est omnivore, et mange des insectes et des graines. Elle place les plus gros morceaux, comme les glands ou les fruits de caryers, dans une crevasse de l'écorce et tape dessus pour l'ouvrir avec son solide bec. Elle peut aussi cacher des surplus de nourriture dans ces crevasses pour plus tard. En hiver, le régime alimentaire peut-être constitué à 70 % de graines, mais à la belle saison l'oiseau est exclusivement insectivore. Parmi les insectes consommés par l'espèce, on compte des chenilles, des fourmis et des nuisibles comme le Grand charançon du pin (Hylobius abietis), des cochenilles comme Lepidosaphes ulmi et des homoptères de la famille des Psyllidae,,.
La Sittelle à poitrine blanche peut occasionnellement se nourrir au sol, et visite volontiers les mangeoires pour y consommer les fruits à coque, le suif ou les graines de tournesol, ces dernières étant souvent prises pour être stockées. Cet oiseau fait également partie des petits vertébrés visitant les latrines de ratons laveurs pour chercher des graines parmi les fèces du mammifère.

### Prédateurs et parasites
La Sittelle à poitrine blanche adulte est la proie de rapaces nocturnes ou diurnes, comme l'Épervier brun (Accipiter striatus) et l'Épervier de Cooper (A. cooperii), et les poussins et les œufs peuvent être mangés par les pics, les écureuils et par certains serpents comme la Couleuvre verte (Opheodrys vernalis). Si un prédateur vient près du nid, la sittelle réplique en agitant ses ailes et en lançant des cris en hn-hn. Quand les parents quittent le nid, ils le nettoient autour avec des poils ou des plantes pour éviter que les prédateurs le trouvent grâce à son odeur. Une étude américaine a montré que le comportement face aux prédateurs pouvait être lié à la stratégie reproductive des espèces : l'idée était de mesurer la propension des mâles de deux espèces à nourrir les femelles en train de couver, selon qu'ils étaient en présence d'un Épervier brun (Accipiter striatus), prédateur des adultes mais pas des œufs, ou d'un Troglodyte familier (Troglodytes aedon), prédateur des couvées mais pas des adultes. La Sittelle à poitrine blanche, qui a une espérance de vie plus courte que la Sittelle à poitrine rousse (S. canadensis), mais qui a plus de jeunes, réagissait plus fortement en présence du prédateur d'œufs alors que la Sittelle à poitrine rousse, qui vit plus longtemps, était plus stressée en présence du rapace. Ce résultat conforte la théorie selon laquelle les espèces à espérance de vie longue profitent du taux de survie des adultes quand les oiseaux à vie plus courte « investissent » davantage dans la survie de leurs grandes couvées.
La Sittelle à poitrine blanche peut être l'hôte de certains parasites comme les protistes Leucocytozoon ou Trypanosoma. La Sittelle à poitrine blanche est l'hôte type d'une autre espèce de protiste, Haemoproteus sittae. On a également recensé des trématodes, comme Collyriclum faba, chez cette espèce. Cet oiseau peut aussi être la cible de mouches hématophages de la famille des Hippoboscidae, comme Ornithoica confluenta et Ornithomya anchineuria,, ou de certains acariens, comme Knemidokoptes jamaicensis, qui produit la gale.

## Habitat et répartition

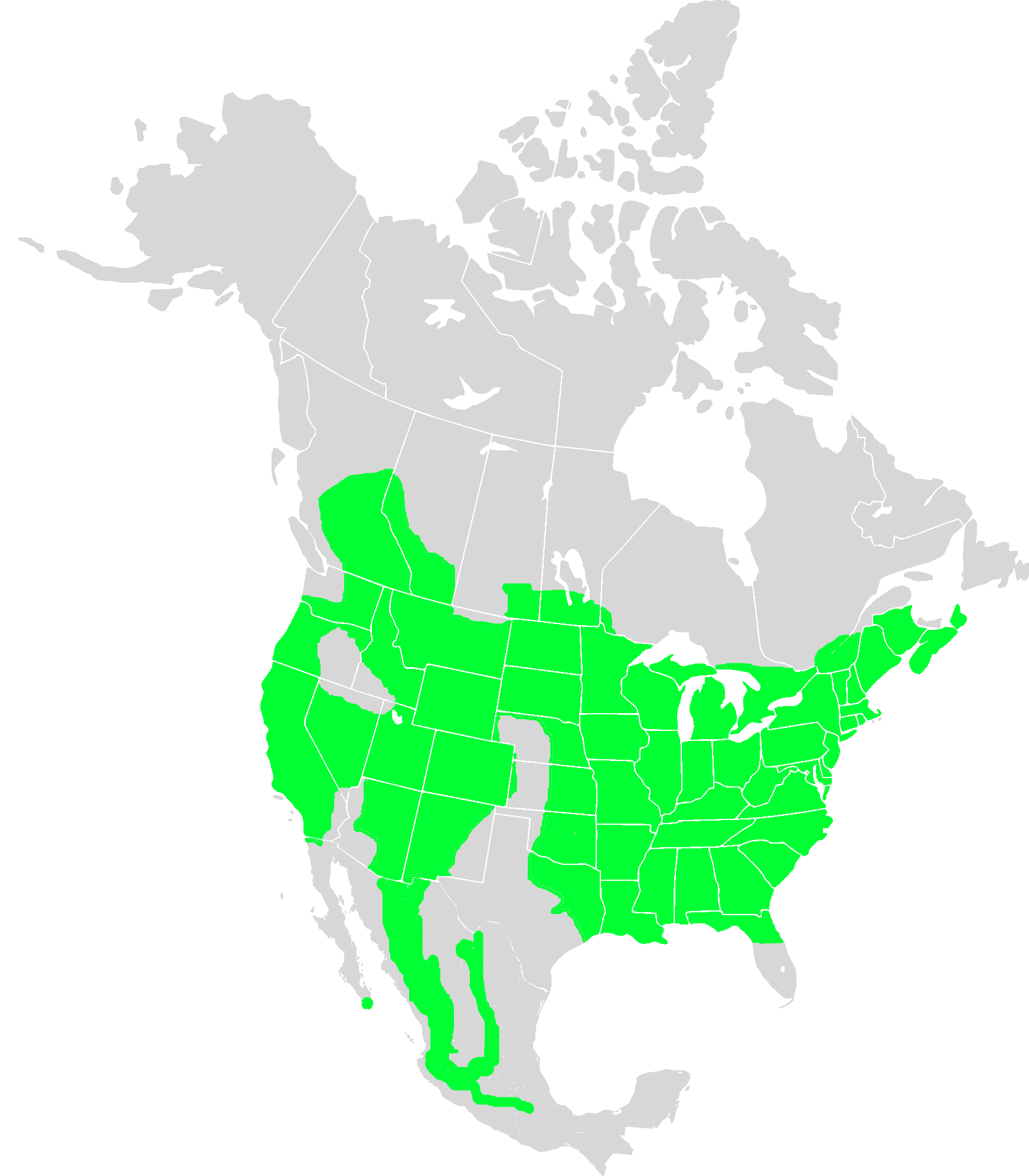
Carte de répartition de l'espèce.

On la trouve depuis le sud du Canada à travers tous les États-Unis, ne dépassant pas en Floride le Nord de la péninsule, jusqu'au Mexique, évitant toutefois les zones les plus sèches. Dans l'est de sa répartition, la Sittelle à poitrine blanche vit dans les vieilles forêts ouvertes, de feuillus ou mixtes, dans les vergers, les parcs, les jardins de banlieue et les cimetières. Elle peuple essentiellement les basses altitudes, bien qu'elle puisse nicher jusqu'à 1 675 m d'altitude dans le Tennessee. Dans l'ouest de sa répartition et au Mexique, cette sittelle vit dans les bois ouverts de pins et chênes de l'étage montagnard, et niche jusqu'à plus de 3 200 m d'altitude dans le Nevada, en Californie et au Mexique. Localement, elle peut peupler les forêts de pins à pignons-genévriers ou les bois en bord de rivière. Cette espèce est la seule sittelle d'Amérique du Nord généralement trouvée dans les forêts caduques ; les trois autres sittelles préfèrent les forêts de pins. La présence d'arbres mûrs ou sénescents, offrant des cavités aux oiseaux, est essentielle pour la nidification. Dans l'est, les chênes (Quercus), les hêtres et les caryers sont aussi appréciés des Sittelles à poitrine blanche pour leurs graines. Ces habitats sont disponibles partout en Amérique du Nord mais discontinus. L'espèce n'étant pas migratrice, les différentes populations, ne communiquant pas entre elles, forment de nombreuses sous-espèces locales. La Sittelle à poitrine blanche est généralement résidente annuelle, mais peut entreprendre de petits déplacements les années où les graines sont rares ou quand le succès reproducteur est élevé. L'espèce est erratique sur l'île de Vancouver, l'île Santa Cruz et aux Bermudes. Un individu s'est même posé sur le Queen Mary en octobre 1963 alors que le bateau voguait depuis six heures au large de New York.

## Taxinomie

### Nomenclature et sous-espèces
La Sittelle à poitrine blanche est décrite en 1790 sous son nom actuel, Sitta carolinensis, par le naturaliste britannique John Latham dans son ouvrage Index Ornithologicus. Son nom d'espèce, composé de carolina et du suffixe latin -ensis, « qui vit dans, qui habite », lui a été donné en référence à la localité type, la Caroline. Dans le découpage en sous-genres du genre Sitta, peu utilisé, la Sittelle à poitrine blanche est placée dans Sitta (Leptositta) Buturlin, 1916, aux côtés de la Sittelle à joues blanches (S. leucopsis) et de la Sittelle de Przewalski (S. przewalskii).

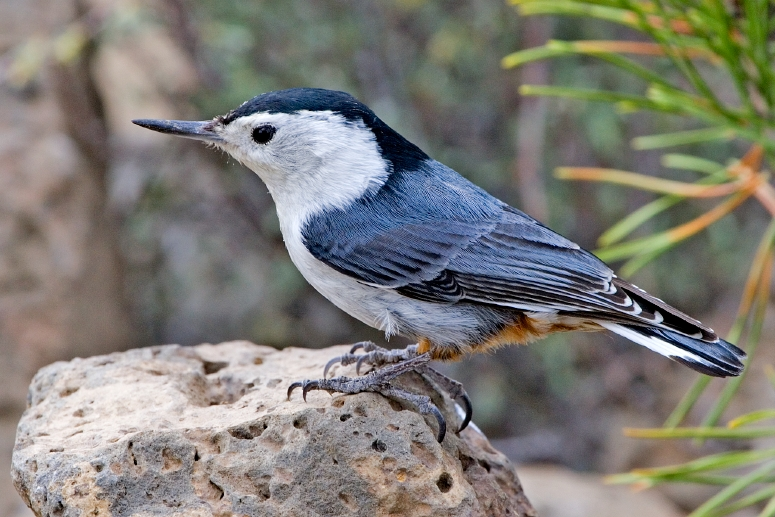
Mâle de la sous-espèce S. c. tenuissima.

En 2012, une équipe américaine montre que la Sittelle à poitrine blanche, qui compte alors sept sous-espèces, est en réalité composée d'au moins quatre lignées sans flux de gènes entre elles, distinguables par leur morphologie et leur chant et qui pourraient donc constituer autant d'espèces à part entière. Le Congrès ornithologique international dans sa version 4.1 (janvier 2014) et Alan P. Peterson reconnaissent sept sous-espèces :
- S. c. carolinensis Latham, 1790[35], la sous-espèce type, vit dans le Nord-Est de l'Amérique du Nord, à l'ouest jusqu'en Saskatchewan et l'Est du Texas[4]. Deux synonymes sont recensés, S. c. atkinsi Scott, 1890[38] et S. c. cookei Oberholser, 1917[39],[40] ;
- S. c. aculeata Cassin, 1856[41], vit dans l'Ouest du Washington, en Oregon et en Californie jusqu'à l'extrême Nord de la Basse-Californie[4] ;
- S. c. alexandrae Grinnell, 1926[42], vit dans le Nord de la Basse-Californie[4] ;
- S. c. tenuissima Grinnell, 1918[43], vit depuis la Colombie-Britannique à travers la chaîne des Cascades jusqu'au Sud de la Californie[4] ;
- S. c. nelsoni Mearns, 1902[44], vit dans les montagnes Rocheuses, depuis le Nord du Montana jusqu'à l'extrême Nord-Ouest du Chihuahua[4], ainsi que dans le Sud-Ouest du Texas et l'Est du Mexique, où les populations parfois nommées S. c. oberholseri Brandt, 1938, commémorent Harry Church Oberholser[45],[4]. Deux autres synonymes sont recensés, S. c. umbrosa van Rossem, 1939[46] et S. c. uintaensis Twomey, 1942[47],[40] ;
- S. c. mexicana Nelson & T.S. Palmer, 1894, vit dans l'Ouest du Mexique[4] ainsi que dans le Sud du pays dans le Guerrero et l'Oaxaca où les populations sont parfois nommées S. c. kinneari van Rossem, 1939[46],[4] ;
- S. c. lagunae Brewster, 1891[48], vit dans l'extrême Sud de la Basse-Californie[4].

### Relations phylogénétiques
- Sitta
  - 
    - 
      - Sittelle à poitrine blanche (S. carolinensis)
      - Sittelle géante (S. magna)

    - Autres sittelles

  - Sittelle de Przewalski (S. przewalskii)

La Sittelle à poitrine blanche a longtemps été rapprochée de la Sittelle à joues blanches (S. leucopsis) et de la Sittelle de Przewalski (S. przewalskii), ces oiseaux ayant même été, par le passé, traités comme conspécifiques. Dans le découpage en sous-genres du genre Sitta, peu utilisé, ces sittelles sont placées dans Sitta (Leptositta) Buturlin, 1916. Simon Harrap propose que S. carolinensis, S. leucopsis et S. przewalskii pourraient être apparentées au groupe « canadensis », correspondant au sous-genre Sitta (Micrositta) et comprenant six espèces de sittelles de taille moyenne. En 2014, Éric Pasquet et al. publient une phylogénie fondée sur l'ADN nucléaire et mitochondrial de 21 espèces de sittelles. La Sittelle à poitrine blanche est alors rapprochée de la Sittelle géante (S. magna), alors que la Sittelle de Przewalski (S. przewalskii) semble complètement basale dans le genre Sitta (ainsi que la Sittelle à joues blanches (S. leucopis), non présente dans l'étude mais probablement espèce sœur de la Sittelle de Przewalski.

## Menaces et protection

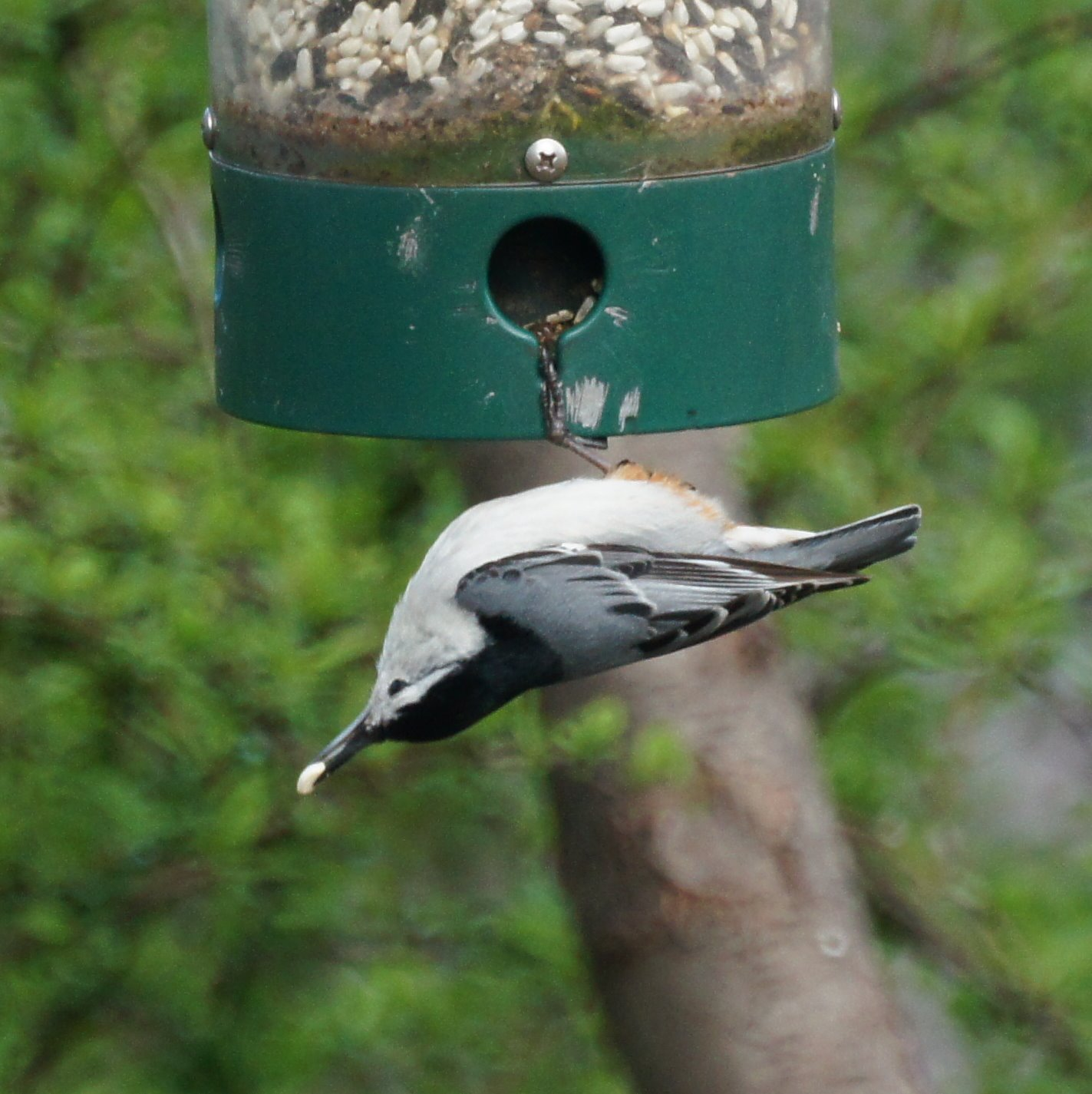
Sittelle à poitrine blanche se nourrissant

La Sittelle à poitrine blanche est commune et largement répandue, son aire de répartition étant estimée à 8 600 000 km2. On estime qu'il existe dix millions d'individus, et la population est globalement en augmentation. L'espèce est donc considérée comme de « préoccupation mineure » par l'Union internationale pour la conservation de la nature. Localement cependant, l'enlèvement des arbres morts réduit les possibilités de cavités pour nidifier et peut poser des problèmes à l'espèce ; des déclins de population ont été notés dans l'État de Washington, en Floride et de manière plus marquée dans le Sud-Est des États-Unis, à l'Ouest du Texas. À l'inverse, l'aire de reproduction est en expansion en Alberta, et les effectifs croissent dans le Nord-Est avec la repousse des forêts,,. L'espèce est protégée par la convention concernant les oiseaux migrateurs de 1918, dont les trois pays abritant l'oiseau (Canada, États-Unis et Mexique) sont tous signataires